# Nevrologija
Nevrologija je veja medicine. Ukvarja se z živčevjem in živčnimi boleznimi.
Beseda nevrologija je starogrškega izvora (starogrško νεῦρον, živec in starogrško λογία, beseda, študija). Nevrologija je interdisciplinarna veda, ki se ukvarja z diagnostiko in zdravljenjem bolezni, ki prizadenejo živčevje. Sem spadajo tako bolezni, ki neposredno vplivajo na centralni, periferni in avtonomni živčni sistem, kot tudi stanja, ki posredno povzročajo bolezenska stanja. To so žilne bolezni (npr. možganska kap) in mišične bolezni (npr. miopatije, distrofije).
Nevrolog je zdravnik, ki je po študiju medicine (v Republiki Sloveniji traja 6 let) za specializacijo izbral nevrologijo. Po končani specializaciji ima na voljo usmeritev v specifične veje nevrologije.

## Veje nevrologije
Na Nevrološki kliniki v Ljubljani je nevrologija razdeljena na tri področja:

### Klinični oddelek za vaskularno nevrologijo in intenzivno nevrološko terapijo
Pokriva področje žilne nevrologije in glavobola. Sem sodijo predvsem krvavitve, tromboze in embolije, ki se kažejo v splošnem s spremembami zavesti in predstavljajo zelo urgentna stanja, ki zahtevajo takojšnjo strokovno oskrbo. V splošnem jih poznamo pod terminom možganska kap. Infarkt je zelo velik javnozdravstveni problem, saj je po pogostosti  kot vzrok smrti na 3. mestu v razvitem svetu.  Zato je ključnega pomena hitra diagnostika, ki prepreči napredovanje in sanira trenutno bolezen. Po teh napadih bo človek lahko popolnoma okreval ali pa bo postal odvisen od družbene pomoči. Posledici sta lahko ali fizična prizadetost ali pa upad miselnih funkcij. Oba problema predstavljata veliko breme tako za družbo, kot za družino. Na tem področju se priključuje tudi urgentna radiologija, kjer opravljajo revaskularizacije žil po zapori s strdkom ter tudi nevrokirurgija, ki oskrbuje druge žilne težave.  Po takšnem dogodku poteka okrevanje najprej na intenzivni negi oddelka za vaskularno nevrologijo, nato pa so bolniki lahko odpuščeni v domačo oskrbo ali pa v institucije, kjer nudijo strokovno pomoč pri rehabilitaciji. Medtem, ko so glavoboli manj urgentno stanje, so vsekakor mnogo pogostejši problem pri bolnikih. Pri tem moramo paziti na izredno hude nenadne glavobole, ki jih ljudje opisujejo kot najhujši glavobol v življenju. Ti lahko nakazujejo na žilno etiologijo, torej možno ishemijo ali žilno krvavitev, ki pa ravno tako spadajo v urgentna stanja.

### Klinični inštitut za klinično nevrofiziologijo
Skrbi predvsem za preiskave, ki zajemajo samo delovanje živčevja. Sem pridejo bolniki z boleznimi, ki neposredno prizadenejo centralni živčni sistem in periferne živce, pa tudi bolniki z boleznimi mišic. Te preiskave so ključnega pomena za postavitev diagnoze. Delimo jih glede na prizadetost posameznega členka v verigi delovanja živčevja. Tako ločimo preiskave, ki ugotavljajo bolezni mišic, živčno-mišičnega stika, samega živca, hrbtenjače ali pa skorje možganov. Preiskave, ki jih na tem inštitutu lahko opravimo so: 
- elektroencefalografija (EEG) – živčne celice oddajajo svoje električne impulze, s katerimi se prevajajo informacije od možganov do mišic. To lahko izmerimo s pomočjo kape z vgrajenimi elektrodami, ki jo namestimo na glavo, računalnik pa te impulze zapiše.
- elektromiografija (EMG) – je preiskava, s katero merimo delovanje perifernih živcev in mišic.
- motorični evocirani potenciali (MEP) – tu stimuliramo del možganov, ki je odgovoren za gibanje, pri tem pa merimo odziv mišic.
- vidni (VEP) evocirani potenciali – pri tej preiskavi stimuliramo oko (npr. z menjavanjem črnih in belih polj šahovnice) in gledamo električno aktivnost posameznih polj v možganih.
- akustični potenciali možganskega debla (APMD) – tu preverjamo delovanje slušne poti.
- avdiometrija z akustičnimi potenciali možganskega debla (APMD-a) – za razliko od zgornje preiskave, pri tej preverjamo slušni prag.
- somatosenzorični evocirani potenciali (SEP) – na podlagi draženja živcev na roki oziroma nogi lahko preverjamo delovanje somatosenzoričnega sistema.
- fotopična in skotopična elektroretinografija (ERG) – je edina preiskava s katero lahko natančno ocenimo delovanje mrežnice.
- val P300 in selektivna slušna pozornost (P300) – pri opravljanju vsakdanjih opravil je zelo pomembna koncentracija, da bomo opravili določeno nalogo. Predvsem pri demencah se pojavlja pomanjkanje koncentracije. Ta preiskava nam omogoča, da ta primanjkljaj objektivno ocenimo.
- uronevrofiziološke preiskave (URONEV) – pri tej preiskavi pregledamo živce, ki so pomembni pri odvajanju urina in blata ter spolne funkcije.

### Klinični oddelek za bolezni živčevja
Sem pridejo bolniki, z boleznimi, ki tudi predstavljajo precejšen delež v današnji družbi. Zaradi podaljševanja življenjske dobe so na dan prišle bolezni živčevja, ki jih v preteklosti niso poznali zaradi zgodnjega umiranja. V trenutni dobi pa se zaradi poznanih zdravil proti boleznim mladih let življenje podaljšuje. Ker pa tudi živčne celice ne živijo večno se pojavljajo vedno nove bolezni. Te bolezni so: 
- demence
- epilepsija
- Parkinsonova bolezen in njej pridruženi sindromi
- multipla skleroza

Prva od teh je demenca, ki je definirana kot progresiven upad miselnih sposobnosti, kot so računanje, spomin, osiromašeno mišljenje, zmanjšana možnost orientacije, razumevanja ter sposobnost obvladovanja čustev ter socialnega vedenja. Najpogostejša izmed teh je Alzheimerjeva demenca, ki najpogosteje prizadene starejše od 70 let. 
Epilepsija je družbeno stigmatizirana bolezen, ki se lahko pojavi v kateremkoli življenjskem obdobju. Splošno je najbolj znana oblika bolezni generaliziran epileptični napad (grand mal), kjer bolnik nenadoma pade po tleh, se slini, silovito udarja okoli sebe. To se nadaljuje par minut, nato se bolnik umiri. Samega dogodka se ne spominja. Druge oblike te bolezni zajemajo absence, ki v bistvu niso krči ampak kratkotrajna izguba zavesti. Ta se pojavlja najpogosteje pri otrocih in izgleda tako, da je otrok kratek čas odsoten. Pri diagnosticiranju te bolezni nam velikokrat pomagajo očividci, ki povejo, kaj se je zgodilo. Natančno diagnostiko pa v bolnicah izvedemo z elektroencefalogramom. 
Motnje gibanja se delijo na dve skupini. V prvo spadajo bolezni, ki povzročajo upočasnjenost gibanja in togost telesa. Najbolj značilna, ki spada v to skupino je Parkinsonova bolezen. Prepoznamo jo po 4-ih glavnih značilnostih: tremorju, ki je v mirovanju, upočasnjenosti, nagnjenosti k padcem in rigidnosti. Preden so odkrili zdravilo za to bolezen, so bili vsi bolniki praktično nepokretni, danes pa je z zdravljenjem postala kronična bolezen, ki omogoča kolikor toliko normalno življenje. V drugo skupino motenj gibanja spadajo tiste, kjer je gibanja preveč. Bolezni, ki spadajo sem so: tremor, horea, balizem, tiki, distonija, mioklonus. Vsaka od teh ima svoje značilnosti, skupen faktor pa so nenadni zgibki mišic. Nekateri so sunkovit, drugi manj. Multipla skleroza je vnetna avtoimunska bolezen, ki najpogosteje prizadene ženske. Pojavlja se v starostnem obdobju od 20. – 40. leta. Začne se lahko z motnjami vida. Sem spadajo zmanjšan barvni vid, bolečina pri premikanju očesa, točkovna izguba vida ali pa popolna izguba vida na eno oko. Lahko se začne z neprijetnimi občutki v koži, podobnimi zbadanju z iglo, pekoči koži itd. Začne se tudi kot šibkost mišic, ki se kaže kot splošna utrujenost in nerodnost. Vse to vodi v kronično bolezen, ki zelo prizadene gibanje ter tako posamezniku s to boleznijo onemogoča normalno življenje.

## Nevrološka anamneza
Ob prihodu bo nevrolog  najprej povprašal po vaši anamnezi. Torej bo želel vedeti kakšne so težave, kdaj so se le te začele. Ali imate kakšno podobno bolezen v družini, saj je to pomemben podatek za kakšne dedne bolezni. Želel bo slišati tudi, ali ste imeli podobne težave že kdaj prej in v čem se razlikujejo od vzroka vašega prihoda. Povprašal bo tudi po alergijah in kakšnih drugih zdravilih, ki jih jemljete, saj je tudi to lahko sprožilec vaših težav. Zanimale ga bodo tudi vaše razvade kot sta kajenje in alkohol, kjer je vedno prav, da so podatki pravi. Nikoli se ne sramujte tega pred zdravnikom, saj vaše zanikanje teh lahko pripelje tudi do napačnega sklepanja zdravnika ter do napačne diagnoze. V nekaterih primerih so pomembne tudi otroške bolezni, saj nekatere lahko prinesejo posledice v kasnejših letih. Ravno tako pa je pomembno, kje živite oziroma kaj ste po poklicu, saj to lahko pojasni razne zastrupitve in manifestirane znake le teh. Za to, da lahko zdravnik odpusti pacienta v domačo nego, pa je seveda tudi primerno vprašanje, ali živite sami ali z družino.

## Nevrološki status

### Ocena hoje
Takoj, ko bolnik vstopi v ambulanto, lahko nevrolog pri njemu vidi specifične znake, ki kažejo na vrsto problema oziroma bolezni, zaradi katere je bolnik sploh prišel. Najbolj pomembna od teh je hoja, saj zajema koordinirano delovanje tako senzoričnih kot motoričnih delov živčevja. Najprej pri hoji opazujemo simetričnost, saj je pri zdravem človeku le-ta simetrična. Če je hoja nesimetrična lahko pomeni več stvari: 
- antalgična hoja – preiskovanca boli
- ortopedska hoja – preiskovanec  ima eno nogo krajšo kot drugo ali pa težave s kolkom
- hemiplegična hoja – se pojavi najpogosteje po kapi. Takrat eden od udov pri hoji zaokroži
- peronealna hoja – tukaj se pojavi visoko dviganje kolen, saj je okvarjen peronealni živec, ki pri zdravem človeku skrbi za to, da lahko dvignemo stopalo

Pri simetrični hoji pa lahko opazimo naslednje nepravilnosti: 
- parkinsonska hoja – se pojavi v sklopu Parkinsonove bolezni. Pomeni hojo s kratkimi koraki, sključeno držo. Bolnik včasih težko začne in konča hojo. Hoje z rokama ne spremlja.
- marche a petit pas (»hoja s kratkimi koraki«) – je hoja z vzravnano držo in kratkimi koraki. Najpogosteje je vzrok možgansko-žilna bolezen.
- hoja na široko (»dvotirna hoja«) –
- zibajoča hoja – obračanje medenice in ramen. Takšna hoja se pojavlja pri mišični atrofiji in pri prirojenem izpahu kolka.
- apraksija hoje
- škarjasta hoja – se pojavi pri stanju spastične parapareze. To pomeni, da ima bolnik v spodnjih okončinah šibkost, vendar je napetost njegovih mišic nekoliko večja kot normalno. Takšna hoja se pojavi pri cerebralni paralizi, multipli sklerozi ali pa zaradi pritiska na hrbtenjačo.

Ko si pacienta ogledamo, lahko velikokrat že na podlagi vidnih znakov, sklepamo na možne vzroke njegovega prihoda. Vendar je vseeno nadvse pomembno, da ga o njegovih težavah povprašamo, saj le tako izvemo vse podatke, ki vodijo k najbolj učinkovitemu zdravljenju.

### Kognitivni status
Po pogovoru o vzroku prihoda ipd. vas bo nevrolog pregledal. Najprej sledi opredelitev kognitivnega statusa.  To storimo najlažje s kratkim testom spoznavnih sposobnosti. Test je zasnovan tako, da lahko ocenjevanje točkujemo in tako dobimo objektivno oceno o bolnikovih kognitivnih sposobnostih.  Maksimalno število točk je 30. Kar je pod 25, velja za začetne stopnje demence. Test je sestavljen iz sedmih delov, preko katerih preiščemo osnovne kognitivne funkcije:
1. Pozornost in orientacija – najprej bolnika vprašamo koliko je ura, katerega datuma/leta smo, kje se nahaja, kako je bolniku ime, kje živi. S tem preverimo orientacijo v času, prostoru in kraju.  Za pozornost pa bolniku rečemo, da naj ponovi neko zaporedje številk, ki ga stopnjujemo. To nadaljujemo toliko časa, dokler bolnik ne zmore več. Nato rečemo pacientu, naj ponovi te številke še v obratnem vrstnem redu.  Normalno število, ki ga pri tem dobimo je 7 številk v normalnem vrstnem redu  in 5 v obratnem vrstnem redu.
2. Spomin – pri spominu najprej preverimo takojšnje zapomnjenje in pozornost. To naredimo tako, da bolniku na primer povemo ime in naslov ter mu naročimo naj to ponovi. Nato nadaljujemo na tvorbo kratkotrajnega spomina. Pri tem bolniku povemo tri besede (npr. žoga, drevo in zastava) in mu rečemo, naj si jih zapomni. Čez pet minut ga povprašamo po teh besedah. Na koncu pride preverjanje dolgotrajnega spomina. Tukaj preverjamo znana dejstva iz zgodovine npr. kdo je bil vodja Nemcev v drugi svetovni vojni, ali pa kdaj je bila osamosvojitev Slovenije ali pa kdo je bil Napoleon Bonaparte. Seveda pa moramo pri tem gledati na to, da znanje variira od bolnika do bolnika, zato moramo vprašanja temu primerno prilagoditi.
3. Računanje – bolniku naročimo naj odšteva od 100 po 7 (100-7 =93, 93-7=86…) Če je za bolnika test prezahteven, mu lahko damo tudi koliko je 2x3 ipd.
4. Abstraktno mišljenje – tukaj testiramo funkcije sprednjega režnja možganov. Bolniku povemo nekaj pregovorov in potem ga vprašamo, kako si jih je interpretiral (npr. Podarjenemu konju se ne gleda v zobe). Lahko mu tudi rečemo, naj pove razliko med dvema objektoma (na pimer med stolom in mizo).
5. Prostorska predstava – testiramo temenski in zatilni reženj možganov. Pri tem testiranju bolniku rečemo, naj nariše uro in potem še čas na uri (npr 10.15). Poleg ure damo bolniku za prerisati en lik. Če jih nariše oziroma preriše, to pomeni, da dobi vse točke. Lahko se pa zgodi da manjka pol ure, kar nakazuje na vizualno motnjo pozornosti, če se pa zgodi, da ure in/ali lika ne nariše, potem lahko sklepamo, da tega ni zmožen. Ta pojav imenujemo konstrukcijska apraksija.
6. Vidna in taktilna zaznava – nenormalnosti v zaznavanju, kjer bolnik s specifičnim čutom ne more zaznati dražljaja, pri tem pa so vse senzorične poti kot tudi zavest ohranjeni.  Takšne motnje se imenujejo agnozije.  Agnozije se lahko pojavijo pri vseh zaznavanjih občutkov, najpogosteje pa prizadenejo vid, dotik in dojemanje telesa.  Pri bolniku testiramo vidno agnozijo tako, da mu damo na pimer časopis ali kozarec in ga vprašamo, kaj je to. Bolnik lahko opiše obliko in barvo, ne more pa povedati kaj je to. Nato mu pokažemo sliko na primer Jezusa in če znane osebe ne prepozna, temu pravimo prozopagnozija.  Po drugi strani preverjamo tudi taktilno agnozijo. To naredimo tako, da damo bolniku v roke npr. ključ in če ne ve povedati, kaj drži, potem se temu reče astereognozija. Še pogosteje pa se zgodi, da se bolnik svojih simptomov ne zaveda. Temu se reče anozognozija. Največkrat se ne zaveda polovice svojega telesa, lahko pa tudi ne more lokalizirati in imenovati delov svojega telesa. Takrat to imenujemo avtopagnozija.
7. Apraksija – s tem terminom označimo stanje, ko bolnik ni sposoben uresničiti namere v ustrezno gibalno dejavnost, pri katerem ni nobene šibkosti mišic, motnje v gibanju ali motene koordinacije gibov. Apraksije se kažejo na različne načine. Najbolj očitna je na primer apraksija hoje, kjer bolnik ne more hoditi. Pri apraksiji oblačenja se bolnik ne more obleči. Vidimo lahko tudi ideomotorično apraksijo, kjer bolnik na povelje ni sposoben narediti simboličnih gibov (npr. nasmeh, oblizanje ustnic), medtem ko bo te dejavnosti avtomatično lahko opravil. Poznamo tudi ideatorno apraksijo, kjer pacient ni sposoben v pravem zaporedju narediti določene motorične akcije (npr. pri umivanju zob si bo namesto zobne ščetke drgnil zobe z zobno pasto). Poznamo še konstrukcijsko apraksijo, ki pomeni nesposobnost oblikovanja v prostoru. To preverimo tako, da damo bolniku za prerisati npr uro. Uro bo zelo slabo prerisal ali pa je sploh ne bo.
Nato se pomikamo dalje k pregledu možganskih živcev.

### Pregled možganskih živcev
Možganski živci so posebna skupina živcev, ki oživčuje predel obraza in vratu z izjemo X. možganskega živca, ki oživčuje tudi dele avtonomnega sistema. Ime so dobili po lastnosti, da izhajajo iz predela podaljšane hrbtenjače oziroma iz zgornjega dela centralnega živčnega sistema, z izjemo I. in II., ki imata svoj začetek v možganskem področju voha in vida. Pregled le teh bomo opisali sistematično in po vrsti, zato da ne bo kakšen izpuščen. Potrebno pa je poudariti, da vsak zdravnik pregled prilagodi težavi in seveda sebi, kakor mu je lažje izpeljati pregled.
Prvi živec pod imenom nervus olfactorius skrbi za zaznavo vonjav. Njegovo nitje poteka iz predela nosu do sprednjega spodnjega dela možganov, kjer je center voha. Pregled je seveda zelo enostaven, pacient bo dobil za povohat različne stvari. Pri tem mora seveda imeti zaprte oči, da sestave ne vidi, in zatisnjeno eno nosnico, da primerjamo voh na eni in drugi strani. Ob tem ko povoha, mora sestavino poimenovati. Pred tem je smiselno povprašati, ali ima pacient nahod ali kakšen drug razlog, da tega testa ne bi bilo možno izvesti.
II. živec je nervus opticus, ki je zadolžen za vid. Njegovo nitje poteka iz oči, iz področja slepe pege do vidnega področja v možganih, ki je v zatilnem predelu. Vmes pa prihaja do križanja, tako en snop nitja prinaša vidne zaznave samo iz levega vidnega polja, drugi pa iz desnega vidnega polja. Pri tem živcu pregledujemo ostrino vida, vidno polje ter očesno ozadje. Ostrino vida zdravnik pregleda z znanimi Snellenovimi tablicami. Na teh so različno velike črke, ki jih mora pacient z razdalje 6 metrov prebrati tako, da si pokrije eno oko  z roko. Preiskavo vidnega polja preiskujemo na podoben način. Zdravnik in pacient si oba pokrijeta nasprotni očesi, torej če si pacient pokrije levo, si bo zdravnik zakril desno, obrnjena pa sta drug proti drugemu. Nato pa zdravnik svoja premikajoča se prsta pomika v srednji liniji v diagonalah proti sredini, ter prosi pacienta, da ko bo videl prsta, naj to pove. Tako s pomočjo primerjave zdravega vidnega polja – torej zdravnikovega, lahko ugotovi izpad vidnega polja pri pacientu. Za pregled očesnega ozadja pa se uporabi oftalmoskop ter poprosi pacienta, naj pogled fiksira v neko točko, zdravnik pa bo posvetil v oko iz kota ter tako pregledal žilje, ki je lahko prizadeto iz različnih razlogov, kot na pimer povišanega znotrajlobanjskega tlaka ali pa diabetesa.
Naslednje tri živce preiskujemo skupaj, to so III., IV. In VI. živec, pod imeni okulomotorius, trochlearis in abducens, ki vsi opravljajo funkcijo premikanja očesnega zrkla v različne smeri. Abducens vleče zrklo navzven, trochlearis pa navznoter in navzdol proti nosu. Za vse ostale smeri je odgovoren okulomotorius. Že ob samem pregledu pacienta in ko ga poprosimo, naj sledi gibanju našega prsta z očmi brez da bi premikal glavo, lahko ugotovimo, ali ima probleme s katerim od teh živcev, najbolj zagotovo pa lahko to rečemo, ko nam pove tudi, ali vidi dvojne slike. Pri pregledu teh živcev torej iščemo okvaro zunanjih očesnih mišic, hkrati pa tudi okvaro notranjih, ki uravnavajo razširjanje in ožanje zenice. Gledamo torej refleks na osvetlitev, kjer pregledujemo, ali se pri osvetlitvi z lučko pacientova zenica zoži neposredno in ali se posredno zoži tudi druga zenica. Njuna zožitev mora biti simetrična in enaka. Gledamo pa tudi refleks na akomodacijo in konvergenco, kjer prosimo pacienta, da gleda prst, ki ga iz neke razdalje počasi približujemo njegovemu nosu. Tukaj se normalni zenici zožita in obrneta simetrično navznoter. Nepravilnosti v tem primeru bi bile, če bi videli, da je zenica ali konstantno razširjena ali konstantno zožena ter nereaktivna na svetlobo, čudnih oblik ali pa sta nesimetrično zoženi/razširjeni. Opisati pa je potrebno tudi nistagmus. To so nehoteni ritmični gibi oči, ki so lahko prisotni že ob normalnem pogledu predse ali pa ob pogledu v eno smer oziroma v nasprotno.
Naslednji živec je V. – nervus trigeminus. Ta je odgovoren predvsem za senzoriko obraza in za žvekalne mišice. Žvekalne mišice pregledamo tako, da zdravnik poprosi pacienta, naj da čeljust bolj v levo oziroma v desno, on sam pa se bo hotel upreti temu gibu oziroms mu čeljust premakniti nazaj v srednjo lego. Enako naj pacient čeljust nekoliko odpre oziroma močno zapre, zdravnik pa jo poskuša zapreti oziroma odpreti. Glede na to, da so to mišice, ki spadajo skoraj med najmočnejše v človeškem telesu, zdravnik seveda ne bo mogel premagati zdravega pacienta. K temu delu preiskave lahko še vključimo maseterski refleks, kjer naj pacient narahlo odpre usta, zdravnik pa bo na njegovo brado prislonil svoj prst ter s kladivcem udaril po njem. Spodnja čeljust se bo ob tem dejanju nekoliko dvignila. Pri zdravih ljudeh je ta refleks oslabljen ali ga sploh ni. Pomemben je le v primeru, kadar je okrepljen. Pri pregledu senzorike preiskujemo občutek za dotik, bolečino in temperaturo. Najprej bo zdravnik  poprosil pacienta, da zapre oči ter mu naročil naj ob vsakem dotiku, ki ga bo začutil to tudi sporoči. S kosmom vate se bo zdravnik primerjalno dotikal leve in desne strani obraza v področju temena, lic in brade. Enako bo storil tudi z majhno buciko. Ob izpadu senzorike na levi ali desni strani ali v področju katerega od delov obraza lahko pomislimo na okvaro živca ali katere druge komponente zaznave. V sklop tega živca štejemo še kornealni refleks, ki ga izvedemo tako, da poprosimo pacienta, da svoj pogled fiksira na neko točko, mi pa se dotaknemo njegove šarenice narahlo s kosmom vate, ne da bi nas on videl. To storimo najprej na enem, nato še na drugem očesu. Pacient ob tem refleksno zapre oči.
Naslednji živec je VII. nervus intermediofacialis. To je živec, ki skrbi za mimične mišice obraza ter za okus, slinjenje ust ter še za bobnič. Pri pregledu se osredotočimo na mimične mišice ter na okus. Mimične mišice preizkusimo tako, da si najprej dobro ogledamo obraz za morebitne nenavadne stvari, kot na pimer povešen ustni kot in očesna reža, ki bi lahko nastale po kapi. Nato pa sledi, da poprosimo pacienta, da namršči čelo, nato močno zamiži, se nasmeje tako, da pokaže zobe ter z lici naredi balonček. To opazujemo za morebitno zaostajanje ene strani obraza za drugo stranjo. Preverimo pa še okus, tako da napišemo na list papirja štiri možne zaznave okusa: sladko, slano, kislo, grenko, ter na pacientov jezik damo raztopino snovi in ga prosimo, naj pokaže, kaj okusi.
VIII. živec je statoakustikus. Ta je zadolžen za sluh in ravnotežje človeka. Najprej bomo sluh preverjali tako, da bomo pacienta postavili na razdaljo 6 metrov, ga obrnili pravokotno z ušesom proti nam ter šepetali besede, ki jih mora ponoviti. Nato pa sledita še Rinnejev in Webrov preizkus, kjer pri prvem vibrirajoče glasbene vilice najprej postavimo na pacientovo kost za ušesom in nato še k ušesu ter ga poprosimo, da pove, kdaj sliši bolje. To storimo na obeh ušesih primerjalno. Drugi preizkus pa naredimo tako, da prislonimo vibrirajoče glasbene vilice na vrh glave ter prosimo pacienta, naj pove, na kateri strani sliši bolje oziroma če sliši enako na obeh. Zdrav človek bo slišal na obeh straneh enako.
IX. nervus glosofaringeus in X. nervus vagus pokrivata del jezika, zadnjo žrelno steno ob tonzilah, mehko nebo ter notranje organe. Pri teh dveh pregledamo ustno votlino, poprosimo naj pacient iztegne jezik ter reče glas »aaaaa«. Pri tem lahko vidimo uvulo kako se dvigne ter nebne loke. Pri parezi enega dela pride do dodatnega padca drugega dela nebnega loka in uvula se pomakne na zdravo stran.
XI. nervus akcesorius je zadolžen za vratno mišico sternokleidomastoid ter zgornji del hrbtne mišice trapeciusa. Ta živec preiskujemo tako, da naročimo pacientu, naj glavo obrne v levo ali desno, zdravnik pa bo hotel njegovemu gibu nasprotovati s silo svoje roke. Nato naj pacient glavo tišči še naprej, da preizkusimo skupno moč obeh sternokleidomastoidov. Če je eden okvarjen, potem bo glavo težje premaknil v nasprotno stran, če pa sta paretična oba, se bo glava zvračala naprej. Za mišico trapecius pa pacient dvigne rameni, mi pa jih skušamo potisniti dol. Pri okvari bi bila že na pogled rama povešena, lopatica pa pomaknjena navzven in zasukana.
Še zadnji pa je XII. Nervus hipoglosus. To je živec, ki upravlja mišice jezika, medtem ko sta VII. in IX. opravljala le okušalno nalogo. Tega bomo preverili tako, da pacienta prosimo, da iztegne jezik, ga nato pomika levo in desno kolikor hitro lahko, potisne navzgor. Nato pa še preizkusimo moč, tako da ga prisloni na lice z vso močjo, mi pa želimo nasprotovati njegovi moči. Navadno lahko že ob inspekciji vidimo, če je kaj narobe, saj se jezik pomakne na bolno stran.

### Pregled telesa
Pri pregledu je pomembna inspekcija, torej ogled telesa, kjer iščemo usahle mišice, povešeno veko ali ustni kot, razne brazgotine, kakor tudi si ogledujemo držo telesa, način hoje itd. Nato sledi palpacija, kjer potipamo za zatrdline ali otekline. Nato bo zdravnik pregledal aktivno gibljivost, kjer vas bo poprosil, da sledite z gibi njegovim ukazom, torej da se potrudite po najboljših močeh vzdigniti roke, jih predročiti, vzročiti ipd. V tem primeru bo tudi videl, ali vaše telo sledi vašim ukazom in v primeru pacientov po možganski kapi ali razumejo zdravnikove ukaze. Nato vas bo prosil, da se popolnoma sprostite, saj bo pregledal pasivno gibljivost, pri kateri bo zdravnik sam razgibaval vaše roke in noge v različne strani. Na ta način bo preveril, ali je problem zmanjšane gibljivosti v samem sklepu, pri čem boste seveda napoteni na ortopedsko kliniko, ali pa je problem v mišicah in živcih, ki izvajajo vaše ukaze. Skupaj s pasivno gibljivostjo pa bo zdravnik ugotavljal tudi tonus vaših mišic. Tako je zelo pomembno, da se resnično sprostite, saj boste v nasprotnem primeru kazali znake povišanega tonusa in s tem napeljevali zdravnika v napačno sklepanje. Tonus mišice je namreč njena naravna napetost, ki jo ima tudi v mirovanju. Zdravi ljudje imamo okončine lahko vodljive pri pasivnem razgibavanju, medtem ko imajo ljudje z na primer Parkinsonovo boleznijo že v mirovanju tonus mišice zelo povišan in je podoben občutek, kot bi ukrivljali svinčeno cev. V nasprotnem primeru, ko pa je tonus mišice prenizek, se zdijo udi pri pasivni gibljivosti bolj mlahavi kot normalno. Hipotonija ni specifična medicinska diagnoza, lahko se pa pojavi pri mnogih boleznih kot so: Guillain-Barre, meningitis, miopatije, Down-ov sindrom, hipotiroidizem in mnoge druge. 
Pasivni gibljivosti bo sledil preiskus grobe mišične moči. Tukaj vas bo zdravnik poprosil, da tiščite posamezni del telesa v eno ali drugo smer, on pa bo vašemu gibu nasprotoval oziroma želel gib preusmeriti. Kot primer boste obrnili glavo v desno ter jo z vso močjo tja tiščali, medtem ko jo bo zdravnik želel potisniti v levo. Pregledal bo vse mišične skupine. Zelo pomembno pa je tudi, da se primerja ena stran telesa z drugo stranjo, da se ne zgrešijo morebitne asimetrije. To bi namreč lahko nakazovalo na možgansko kap ali kaj drugega. Ravno tako pa je seveda pomembno, da se obdelajo vse mišične skupine, saj oslabelost v posameznih lahko nakazuje na okvaro posameznega živca ali hrbtenjačnega segmenta. 
Sledi pregled refleksov. Tukaj bo zdravnik preveril bicepsov refleks v komolčni kotanji, nato tricepsov refleks na zunanji strani komolca. Sledi še brahioradialni refleks na podlahti, ter refleks fleksorjev prstov v zapestju. Ob tem navadno še preveri Wartenbergov znak, pri čemer poprosi, da se oklenete njegovih prstov s svojimi ter poskuša vleči vstran, medtem ko morate sami zadržati gib. Ob okvari zgornjega motoričnega nevrona bi se ob tem poskusu vaš palec refleksno obrnil navznoter. Zdravnik vas lahko tukaj še poprosi, da naredite test na latentno parezo, kjer iztegnete roke predse in zaprete oči. Ob okvari zgornjega motoričnega nevrona vam bo ena ali obe od rok počasi začeli padati.
Pregled spodnjih okončin sledi v enakem zaporedju kot pregled zgornjih. Se pravi: inspekcija, aktivna in pasivna gibljivost, groba mišična moč in refleksi. 
V pregledu refleksov na spodnjih okončinah se bosta preverjala patelarni refleks v kolenu in Ahilov refleks na peti. Kot patološkega lahko zdravnik tukaj preveri še znak Babinskega, kjer s palčko močno pritisne in potegne v smeri od pete po zunanji strani stopala proti prstom in pri mezincu ukrivi pot proti palcu. Pri zdravem človeku je ta lahko oslabljen ali pa pride do fleksije prstov. Pri okvari zgornjega motonevrona pa pride do refleksa v ekstenziji oziroma se palec iztegne navzven in prsti v obliki pahljače.
Poznamo še druge patološke reflekse, ki so prisotni pri bolnikih z difuzno možgansko okvaro. Ti refleksi so normalno prisotni ob rojstvu in do 4. meseca starosti postopoma izginejo. Ob hudih okvarah se spet pojavijo in takrat nam služijo v oporo pri diagnosticiranju le-teh. Ti refleksi so : 
- refleks sesanja – se pojavi, če potegnemo z lopatico od sredine ust proti ustnemu kotu. Refleksni odgovor je skrčenje ustnic na tisti strani na katero smo potegnili.
- refleks šobljenja – izzovemo z rahlim udarcem po zaprtih ustnicah. Pri pozitivnem odgovoru se ti našobita.
- refleks prijemanja – izvabimo tako, da potegnemo po bolnikovi dlani in ta se refleksno oklene predmeta. Bolnik predmeta ne more izpustiti, čeprav se trudi za to.
- palmomentalni refleks (refleks dlan-brada ) – s palčko potegnemo po mišici na palčevi strani dlani. Ob tem bomo videli, kako se bo bolniku skrčila mišica na bradi.

V nadaljevanju vam bo zdravnik pregledal tudi mišice in reflekse  trupa. Najprej bo preveril gibljivost in moč mišic na podoben princip kot pri preiskavi zgornjih in spodnjih udov. Nato bo  preizkušal  še reflekse. Poznamo globoke in površinske reflekse na trebuhu. Globoke reflekse bo pregledal tako, da bo na vaš trebuh položil roko ter po svojih prstih udaril s kladivcem. Zaradi natega le teh bo lahko ugotavljal valovanje mišic. Za preizkus povrhnjih refleksov pa bo uporabil paličico s katero bo potegnil v smeri od zunaj proti popku po levi in desni strani trebuha, kjer bo ravno tako lahko videl valovanje.
Na koncu pregledamo še senzorični sistem telesa.  Sem spadajo dražljaji, ki jih zaznavajo specifični čuti (sluh, vid, okus, tip, voh). V pregledu obravnavamo sistem, ki nas obvešča o dotiku, bolečini, temperaturi, vibracijah ter o informacijah, ki telesu zagotavljajo zaznavanje položaja telesa in posameznih delov telesa. Pri pregledu se zdravnik tega loti sistematsko in primerja vse občutke simetrično (na primer najprej na desni roki nato na levi) in se pomika od bližnjih delov telesa (na pimer rama) do končnih delov (na pimer prsti na rokah).

## Zgodovina nevrologije
4000 pr.n.š. do 0 n.š.
Že stari Grki (Hipokrat, Platon) so se zavedali, da so možgani sedež miselnega procesa. Hipokrat je opisal epilepsijo kot motno možganov in trdil, da so možgani vpleteni v senzorično zaznavo.
0 n.š. do 1500 n.š.
Okrog leta 100 je bil opisan X. možganski živec in optična kiazma. Okrog leta 900 je Rhazes opisal 7 možganskih in 31 spinalnih živcev. Med letoma 1000 in 1100 je bilo zelo preučevano delovanje očesa. Leta 1316 je Mondino de'Luzzi napisal prvi Evropski anatomski učbenik.
1500 n.š  do 1600 n.š.
Leta 1504 je Leonardo da Vinci naredil voščeni odlitek možganskih ventriklov, 32 let kasneje pa je Nicolo Massa opisal cerebrospinalno tekočino. V naslednjih letih je bilo izdanih več anatomskih knjig, med drugimi je Andreas Vesalius izdal knjigo o delovanju človeškega telesa (1543) ter opisal češeriko in corpus striatum, nekaj let kasneje pa še hidrocefalus. Leta 1549 je Jason Pratensis napisal De Cerebri Morbis, eno zgodnejših knjig o nevroloških boleznih. Leta 1550 je Bartolomeo Eustachio opisal možganski izvor vidnega živca, 12 let kasneje pa je objavil delo o slušnem organu. V naslednjih letih sta bila poimenovana hipokampus in pons. Leta 1583 je Felix Platter ugotovil, da leča le fokusira svetlobo in da je mrežnica tista, ki ustvarja sliko. Tri leta kasneje je A. Piccolomini opisal razliko med možgansko skorjo in belo substanco.
1600 n.š. do 1700 n.š.
Leta 1604 je Johannes Kepler opisal, da je slika na mrežnici obrnjena. Leta 1611 je Lazarus Riverius objavil knjigo o motnjah zavesti, 10 let kasneje pa je Robert Burton napisal delo o depresiji. Leta 1623 je Benito Daca de Valdes objavil prvo knjigo o pregledu vida in predpisovanju očal. Leta 1658 je Johann Jakof Wepfler postavil teorijo, da lahko kap povzroči počena žila v možganih. Leta 1661 je Thomas Willis opisal primer meningitisa, 3 leta kasneje pa je napisal knjigo Cerebri anatome ter opisal XI. možganski živec. Istega leta je Gerardus Blasius opisal in poimenoval arahnoido. Leta 1681 je Thomas Willis skoval pojem nevrologija, 5 let kasneje je Thomas Sydenham opisal obliko horee pri otrocih in mladih odraslih.
1700 n.š. do 1800 n.š.
V začetku 18. stoletja so bile opisane arahnoidne granulacije in piramidna dekusacija ter prerez živčnega vlakna. Leta 1736 je Jean Astruc skoval pojem refleks. Leta 1749 je David Hartley napisal Observations of Man, kjer je bila prvič v angleškem jeziku uporabljena beseda psihologija. Leto kasneje je Jacques Daviel opravil prvo operacijo katarakte na živem človeku. leta 1755 je J.B. Le Roy začel uporabljati elektrokonvulzivno terapijo za zdravljenje duševnih bolezni, 5 let kasneje je Arne-Charles Lorry opisal, da poškodbe cerebeluma vodijo v motnje koordinacije. V naslednjih letih je bilo več odkritij v zvezi s cerebrospinalno tekočino, med drugim, da sta ventrikularna in spinalna tekočina povezani. Leta 1773 je John Fotergill opisal nevralgijo trigeminusa, Sir Joseph Priestley pa je odkril didušikov oksid. Leto kasneje je Franz Anton Mesmer začel s hipnozo. 1777 je Philip Meckel postavil teorijo, da je notranje uho polnjeno s tekočino in ne z zrakom, kot so do tedaj predvidevali. Leta 1778 je Samuel Thomas von Soemmerring predstavil moderno klasifikacijo dvanajstih možganskih živcev. 1780 je Etienne Bonnot de Condillac objavil prvo skico refleksnega odziva, leto kasneje pa je Felice Fontana opisal mikroskopske lastnosti aksoplazme v aksonu. 1784 je Benjamin Rush identificiral alkohol kot zasvojljivo drogo. 1791 je Luigi Galvani objavil delo, ki je opisovalo električno stimulacijo živcev žabe. Leto kasneje je Giovanni Valentino Mattia Fabbroni predlagal teorijo, da živčna akcija temelji tako na kemičnih kot tudi fizikalnih dejavnikih. Konec 18. stoletja je John Dalton, ki je bil barvno slep na rdečo in zeleno, prvič znanstveno opisal barvno slepoto.
1800 n.š. do 1850 n.š.
V začetku 19. stoletja je Humphrey Davy sintetiziral didušikov oksid, Samuel von Sommering pa je identificiral sivo substanco v globini možganov in jo poimenoval substantia nigra. Thomas Young je opisal astigmatizem, Adam Friedrich Wilhelm Serturner pa je kristaliziral opij in sintetiziral morfij. Leta 1811 je Julien Jean Legallois odkril center za dihanje v podaljšani hrbtenjači. Istega leta je Charles Bell debatiral o funkcionalnih razlikah med dorzalnimi in ventralnimi koreninami hrbtenjače. 1817 je James Parkinson napisal delo z naslovom An Essay on the Shaking Palsy o bolezni, ki je bila kasneje preimenovana v Parkinsonovo bolezen. Leta 1824 je F. Magendie dobil prve dokaze o vlogi cerebeluma pri vzdrževanju ravnotežja. Leto kasneje je Jean-Baptiste Bouillaud predstavil primere izgube sposobnosti za govor po lezijah frontalnega korteksa. Istega leta je Robert B. Todd opisal vlogo korteksa pri razmišljanju, corpus striatuma pri premikanju in mezencefalona pri čustvovanju. Leta 1827 je E. Merck & Company začel prodajati morfij. V naslednjih letih sta bila izlirana kodein (Jean-Pierre Robiquet) in atropin (Philipp L. Geiger). 1836 je Marc Dax predstavil vpliv poškodb leve hemisfere na govor, Robert Remak pa je opisal razliko med mieliniziranimi in nemieliniziranimi aksoni, kasneje pa je postavil tudi teorijo, da so živčna vlakna in živčne celice povezani. Istega leta je Charles Dickens opisal obstruktivno apneo med spanjem. 1838 je Theordor Schwann opisal celice v perifernem živčnem sistemu, ki tvorijo mielin (Schwannove celice), leto kasneje pa je predlagal celično teorijo. Istega leta je Eduard Zeis objavil študijo o sanjah slepih ljudi. Leta 1840 je Moritz Heinrich Romberg opisal test zavedne propriocepcije (Rombergov test), Jules Gabriel Francois Baillarger pa je pisal o povezavah med belo in sivo možganovino. Dve leti kasneje je Benedikt Stilling kot prvi preučeval hrbtenjačo v prerezih, Crawford W. Long pa je prvič uporabil eter na človeku. Leta 1844 je Horace Wells uporabil didušikov oksid kot anestetik med ekstrakcijo zoba. Leto kasneje sta Ernst Heinrich Weber in Edward Weber odkrila, da stimulacija vagusa zavre utrip srca. 1847 James Young Simpson kot anestetik uporabi kloroform.
1850 n.š. do 1900 n.š.
1850 je Augustus Waller opisal degeneracijo živčnih vlaken, Marshall Hall pa je skoval besedno zvezo spinalni šok. Leto kasneje je Heinrich Muller prvi opisal barvni pigment v mrežnici, Marchese Alfonso Corti pa je opisal kohlearni receptorski organ v notranjem ušesu, ki je tudi poimenovan po njem. Istega leta je Hermann von Helmholtz iznašel oftalmoskop. Leta 1852 sta George Meissner in Rudolf Wagner opisala živčne končiče, kasneje poimenovane Meissnerjeva telesca, A. Kollier pa je opisal, da motorični živci izhajajo iz nevronov v sprednjem rogu hrbtenjače. 1855 je Bartolomeo Panizza pokazal, da je okcipitalni predel ključen za vid, leto kasneje pa je Albrecht von Graefe opisal homonimno hemianopijo. Leta 1859 je Charles Darwin objavil svoje najbolj znano delo, The Origin of Species. 1862 je William Withey Gull opisal klinične znake siringomielije, Hermann Snellen pa je izumil tablice s črkami za testiranje ostrine vida, danes imenovane po njem. 1864 je John Hughlings Jackson opisal izgubo govora po možganski poškodbi, leto kasneje je Otto Friedrich Karl Deiters razločil med dendriti in aksoni. 1866 je John Langdon Haydon Down objavil delo o prirojenem idiotizmu. Istega leta je Julius Bernstein postavil hipotezo, da je živčni impulz "val negativnosti", dve leti kasneje pa je izmeril časovni potek akcijskega potenciala. 1867 je Theodore Meynert naredil histološko analizo cerebralnega korteksa. Dve leti kasneje je Francis Galton objavil delo, v katerem je trdil, da je inteligenca podedovana. 1970 sta Eduard Hitzig in Gustav Fritsch identificirala motorični korteks psa z uporabo električne stimulacije, istega leta pa je Ernst von Bergmann objavil prvi učbenik o operacijah živčnega sistema. 1871 je Weir Mitchell podrobno opisal sindrom fantomskega uda, leto kasneje je George Huntington opisal simptome dedne horee. 1874 je Jean Martin Charcot opisal amiotrofično lateralno sklerozo, Vladimir Alekseyevich Betz pa je objavil delo o gigantskih piramidnih celicah. Istega leta je Carl Wernicke objavil delo o afazijah. Leta 1875 je Sir David Ferrier opisal različne predele motoričnega korteksa opice, Richard Caton pa je istega leta kot prvi posnel električno aktivnost možganov. Istega leta je bil opisan patelarni refleks. 1876 je Franz Christian Boll odkril rodopsin, Francis Galton pa je opisal vpliv dednih dejavnikov in okolja na razvoj osebka. Dve leti kasneje je Claude Bernard opisal paralitični učinek strupa kurare, Harmon Northrop Morse pa je sintetiziral paracetamol. Istega leta je Louis-Antoine Ranvier opisal prekinitve mielinske ovojnice (Ranvierovi zažemki).1879 je Camillo Golgi opisal Golgijev napetostni organ. 1879 je William Macewen izvedel uspešno operacijo možganskega abscesa. 1883 je Sir Victor Horsley opisal učinke anestezije z didušikovim oksidom, istega leta je Emil Kraepelin skoval izraza nevroze in psihoze. Leto kasneje je Karl Koller opisal anestetične učinke kokaina, Georges Gilles de la Tourette pa je opisal več motenj gibanja. Istega leta je Richman John Godlee izvedel operacijo odstranitve možganskega tumorja. 1887 je Sergei Korsakoff opisal simptome, značilne za alkoholike, Victor Horsley pa je opravil uspešno operacijo odtranitve hrbtenjačnega tumorja. 1889 je Sir Victor Horsley objavil somatotopično shemo opičjega motoričnega korteksa. 1890 je Wilhelm Ostwald postavil membransko teorijo prevajanja po živčnem vlaknu, leto kasneje je Henrich Quincke uvedel lumbalno punkcijo. 1893 je Paul Emil Flechsig opisal mielinizacijo v možganih, Charles Scott Sherrington pa je skoval izraz propriocepcija. Leto kasneje je prišlo do odkritja, da so za prenos signala na motorični ploščici potrebni kalcijevi ioni. 1895 je prišlo do formalizacije sistema oštevilčenja možganskih živcev. Leto kasneje je Joseph Babinski opisač refleks Babinskega. 1897 je John Jacob Abel izoliral adrenalin, istega leta je Charles Scott Sherrington skoval izraz sinapsa. Felix Hoffman je v istem letu sintetiziral acetilsalicilno kislino. 1898 je Charles Scott Sherrington opisal decerebracijsko rigidnost pri mački, Bayer pa je na trg poslal heroin kot zdravilo proti kašlju. Istega leta je John Newport Langley skoval izraz avtonomni živčni sistem. 1899 je Francis Gotch opisal refraktarno dobo med živčnimi impulzi.
1900 n.š. do 1950 n.š.
Na prelomu stoletja se je nevroznanost šele začela razvijati. Takrat sta Oscar in Cecile Vogt prvič uporabila termin nevrofiziologija. Nevrologija se je razvijala na vseh smereh. Ob razvoju mikroskopa so seveda težili tudi k odkrivanju same sestave centralnega živčnega sistema v smislu strukture na celični ravni. Vodilna na tem področju sta bila Camillo Golgi in Santiago Ramon y Cajal, ki sta leta 1906 dobila Nobelovo nagrado za strukturo živčnega sistema. Cajal je odkril, da so nevroni samostojne entitete in da prevajajo električne signale le v eni smeri. S tem je uvedel Nevronsko doktrino, ki je fundamentalni in organizacijski princip živčnega sistema. Se pravi, da je nevron anatomska, fiziološka, genetska in metabolična enota živčnega sistema. Medtem je Camillo Golgi prvi s srebrenjem prikazal posamezen nevron. V tistem času so proglasili možgansko žilno pregrado neprepustno za večje molekule. Leta 1919 je Pio del Rio Hortega razdelil nevroglijo v mikroglijo in oligodendroglijo ter jo nekaj let kasneje tudi opisal. V fiziologiji živčevja je Edgar Douglas Adrian ugotovil, da živci delujejo na principu vse ali nič, torej ali je dražljaj ali ne.
Želeli so odkriti funkcijo posameznih delov možganov, tako je npr leta 1909 Korbinian Brodmann opisal 52 kortikalnih področij, medtem ko je ravno Cecile Vogt nekaj let kasneje že opisovala okoli 200 različnih področij, ki so skrbela za različne funkcije. Že pred njima je Charles Scott Sherrington podal hipotezo, da so mali možgani »glavni ganglij« proprioceptivnega sistema. Kasneje je dobil skupaj z Edgarjem Douglasom Adrianom Nobelovo nagrado za delo na področju delovanja nevronov. Slednji je leta 1928 objavil članek Osnove občutkov (The basis of sensation).Vladimir Bekhterew je leta 1908 opisal jedro vestibularnih živcev, leta 1914 pa je Robert Barany dobil Nobelovo nagrado za opis ravnotežnega aparata. Prvič se je uporabil tudi izraz parasimpatični živčni sistem. Lokalizirali so tudi center za vid, ki se nahaja v zatilni regiji, natančneje v striatni arei. Steven Walter Ranson je v teh letih demonstriral povezavo med hipotalamusom in hipofizo. Zanimanja za posamezne regije so bila čedalje večja. Tako je Philip Bard leta 1928 predlagal, da je mogoče center za bes v diencefalonu. Proučevali so tudi spanje in s tem povezane motnje. Že leta 1916 je Richard Henneberg uvedel termin katapleksija, dve desetletji kasneje pa je Frederikc Bremer proučeval motnje spanja. V tistih letih je bilo tudi odkrito zdravilo za narkolepsijo – Dexedrine, amfetamini so bili namreč odkriti le dve leti poprej. James W. Papez leta 1937 objavi odkritja o limbičnem krogu in »visceralni« teoriji čustev. Leta 1949 je Walter Rudolph Hess dobil Nobelovo nagrado za delo o diencefalonu.
K delovanju živčevja spadajo tudi živčni prenašalci. Tako sta leta 1911 George Barger in Henry Dale odkrila noradrenalin. Nekaj let kasneje je slednji odkril še acetilholin, za katerega odkritje sta si z Otoom Loewijem delila Nobelovo nagrado. Ta ga je najprej poimenoval prenašalec v desetem možganskem živcu, vagusu. Kasneje se je izkazalo, da je to ena in ista stvar. Leta 1931 je bila odkrita tudi substanca P.
Skozi leta so se postavljale tudi različne diagnoze. Tako je že leta 1906 Alois Alzheimer opisal presenilno degeneracijo, ki so jo kasneje poimenovali Alzheimerjeva bolezen. Nekaj let kasneje, natančneje leta 1916 so George Guillain, Jean Alexander Barre in Andre Strohl opisali akutno vnetno demielinizacijsko polinevropatijo, bolje poznano kot Guillain-Barre sindrom.
Razvijale so se tudi različne diagnostične preiskave. Leta 1908 je Oberga predstavil način punktiranja likvorja skozi cisterno magno. Razvili so formulo za izračun inteligenčnega kvocienta. Leta 1916 je Shinobu Ishihara objavil set tablic za test barvnega vida, dve leti kasneje pa je Walter E. Dandy predstavil ventrikulografijo. Največji mejnik je odkritje elektroencefalograma leta 1929. To odkritje, ki ga je objavil Hans Berger, je dokončno ločilo nevrologijo od psihiatrije, saj lahko z elektroencefalogramom ločimo psihiatrične bolezni od organskih encefalopatij ali pa delirantnih stanj. 1936 leta je nastal prvi EEG laboratorij v Massachusetts-u, leta 1947 pa je bilo ustanovljeno prvo ameriško združenje za EEG. Samo dve leti kasneje so s pomočjo EEG-ja lokalizirali retikularno formacijo v podaljšani hrbtenjači. Judith Graham je leta 1942 izumila stekleno elektrodo napolnjeno s kalijevim kloridom za snemanje mirovnega membranskega potenciala v mišičnih vlaknih.
1950 n.š. do 2000 n.š.
1950 sta Eugene Roberts in J. Awapara neodvisno eden od drugega izolirala GABA, Paul Charpentier pa je sintetiziral klorpromazin, ki deluje kot antipsihotik. Za zdravljenje iste bolezni so leto kasneje začeli uporabljati tudi MAO-inhibitorje. Brenda MIller je leta 1953 opisala pacienta, ki je po operaciji hipokampusa trpel za izgubo spomina, istega leta je bila opisana REM (rapid eye movement) faza spanja. James Olds je leto kasneje opisal nagrajevalni učinek stimulacije hipotalamusa. 1956 je bil izoliran živčni rastni faktor, L. Leksell pa je začel možgane preučevati z ultrazvokom. Leto kasneje sta W. Penfield in T. Rasmussen opisala motorični in senzorični homunkulus. V tem obdobju je bilo mnogo pomembnih odkritji v zvezi z razumevanjem in zdravljenjem Parkinsonove bolezni: Oleh Hornykiewicz je dokazal, da je nivo dopamina pri ljudeh s Parkinsonovo boleznijo nižji, tako so leta 1961 začeli za zdravljenje uspešno uporabljati levodopo. 1961 je Georg Von Bekesy dobil Nobelovo nagrado za raziskovanje fukcioniranja polža, dve leti kasneje pa so John Carew Eccles, Alan Lloyd Hodgkin in Andrew Fielding Huxley prejeli Nobelovo nagrado za delo na razpoznavanju mehanizmov nevronske celične membrane. 1965 je bila objavljena teorija vrat, ki govori o modulaciji bolečinskih dražljajev z nebolečinskimi. 1967 so Ragnar Arthur Granit, Halden Keffer Hartline in George Wald prejeli Nobelovo nagrado za razkrivanje mehanike vida, tri leta kasneje pa Julius Axelrod, Bernard Katz in Ulf Svante von Euler za delo z nevrotransmiterji. 1973 so bili izolirani opioidni receptorji v možganih. 1977 sta si Roger Guillemin in Andrew Victor Schally delila Nobelovo nagrado za delo z možganskimi peptidi. V naslednjih letih je bilo podeljenih še več Nobelovih nagrad za delo v nevrologiji: 1981 za opis vidnega sistema in za določitev funkcij možganskih hemisfer, leto kasneje za odkritje prostaglandinov, 1986 pa za nadzorovanje rasti živčnih celic. Leta 1990 je George Bush naslednje desetletje razglasil za "desetletje možganov". 1991 je bila podeljena Nobelova nagrada za odkrivanje funkcije ionskih kanalov, dve leti kasneje je bil odkrit gen, odgovoren za nastanek Huntingtonove bolezni. 1994 je bila podeljena Nobelova nagrada za odkritje z G-proteini povezanih receptorjev in njihove funkcije v celični signalizaciji. Leta 1997 je Stanley B. Prusiner dobil Nobelovo nagrado za odkritje prionov.